# یان کابوشفسکی
یان کابوشفسکی (لهستانی: Jan Kobuszewski؛ زادهٔ ۱۹ آوریل ۱۹۳۴) بازیگر، کمدین اهل لهستان است.
از فیلم‌ها یا برنامه‌های تلویزیونی که وی در آن نقش داشته‌است، می‌توان به چهل‌ساله و رانندگان جایگزین اشاره کرد.
وی همچنین برندهٔ جوایزی همچون گلوریا آرتیس، صلیب شایستگی و نشان افتخار تولد لهستان شده‌است.